# كمال السيد
كمال السيد طالب السيد عليوي الحسيني (1944 - 24 أكتوبر 2001)، ملحن عراقي يُعد من أهم الملحنين العراقيين الذين مالوا بالأغنية العراقية في منعطف أو مرحلة أطلق عليها «مرحلة السبعينيات» غنى له أغلب المطربين العراقيين، وكان له الفضل في ظهور المطرب العراقي ياس خضر وسطوع نجمه في هذا النوع من الغناء بعد أن كان يؤدي الطابع الريفي، من خلال أغنية «المكير» التي لحنها السيد عام 1968.

## حياته ونشأته
ولد في مدينة الناصرية عام 1944. تخرج من معهد الفنون الجميلة ببغداد قسم الموسيقى عام 1964-1965، وكان من الأوائل على دفعته. تخصص بآلة العود بعد أن درس الموسيقى على يد كبار الموسيقيين العراقيين مثل الموسيقار جميل سليم وروحي الخماش. عمل بعد تخرجه، معلماً في مدارس مديرية تربية الناصرية لسنوات قليلة ليتحول فيما بعد إلى الإشراف التربوي على المدارس الابتدائية في مديرية تربية محافظة السماوة ثم بغداد. توفيت والدته وهو في عامه الأول، وبعد ذلك بفترة قصيرة تركه والده تحت رعاية جدته وسافر إلى البصرة للعمل في المقاولات الإنشائية ليتزوج ويستقر هناك، فتولت جدته تربيته وصارت بمثابة أم له.

## مسيرته
كان للملحن كمال السيد حظ في الأخبار والمقالات الصحفية والإعلامية المنشورة، ولكن ذلك حصل بعد وفاته في العاصمة الدنماركية كوبنهاغن في منفاه. كتب عنه الناقد العراقي حسين السكاف مقالاً مفصلاً يعد الأول من نوعه في حق هذا الملحن العراقي، والذي صار الركيزة الأساسية التي بنى عليها العديد من الكتّاب والنقّاد مقالاتهم فيما بعد، نشر المقال لأول مرة عام 2002 في «جريدة المؤتمر» العراقية المعارضة لنظام الحكم في العراق آنذاك، والتي كانت تصدر من لندن.